# 川崎市バス上平間営業所

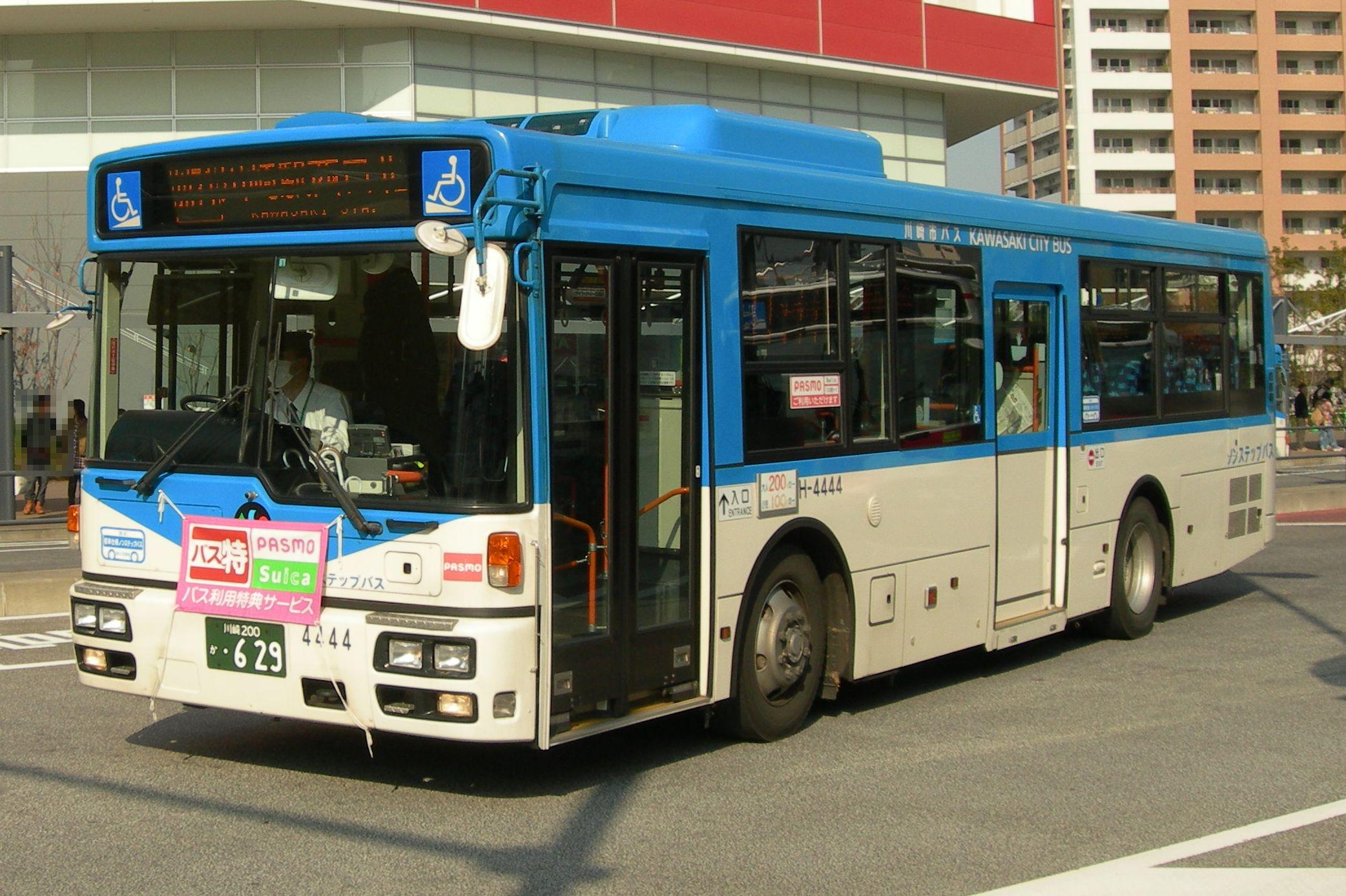
上平間営業所の大型ノンステップバス

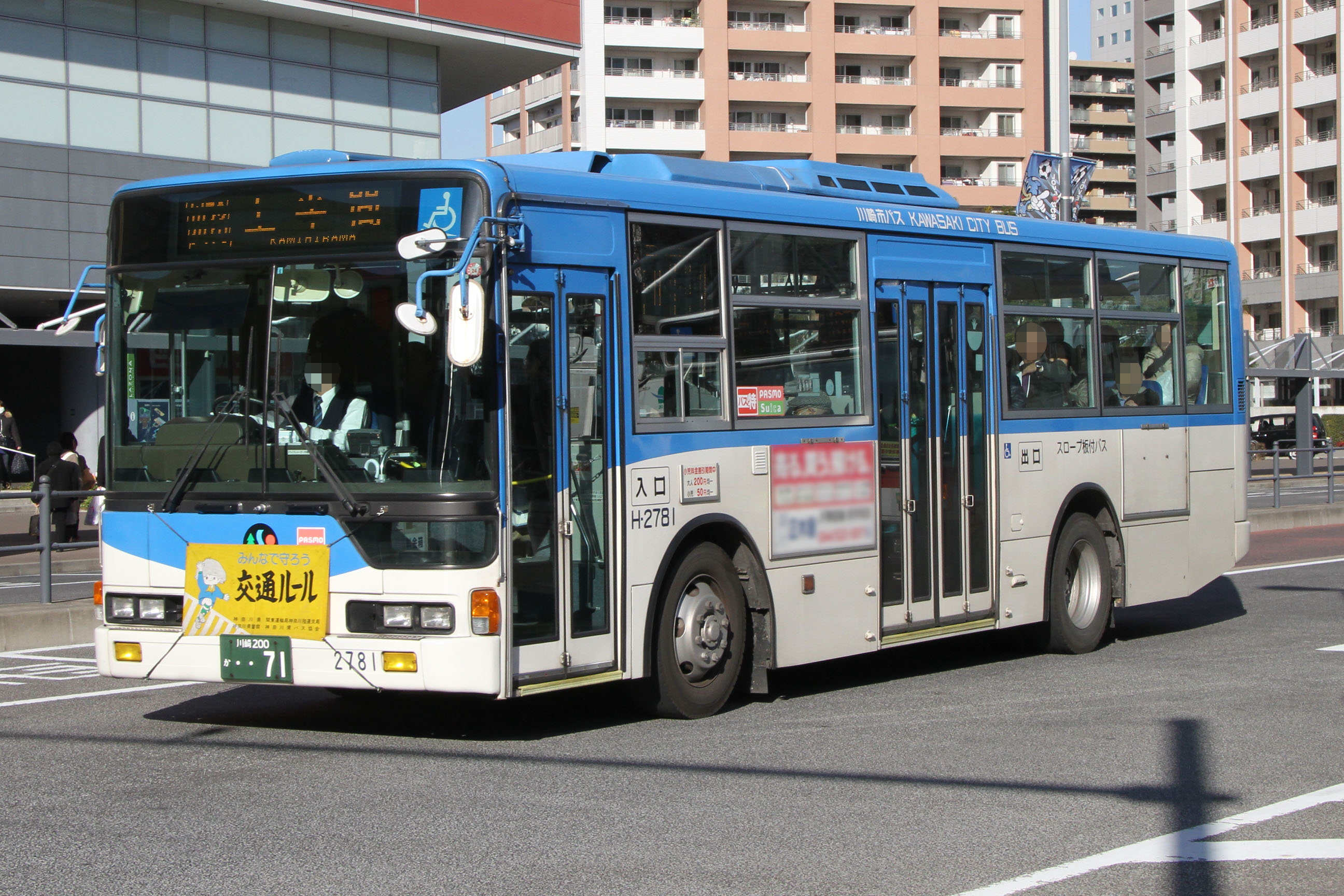
上平間営業所の大型ワンステップバス

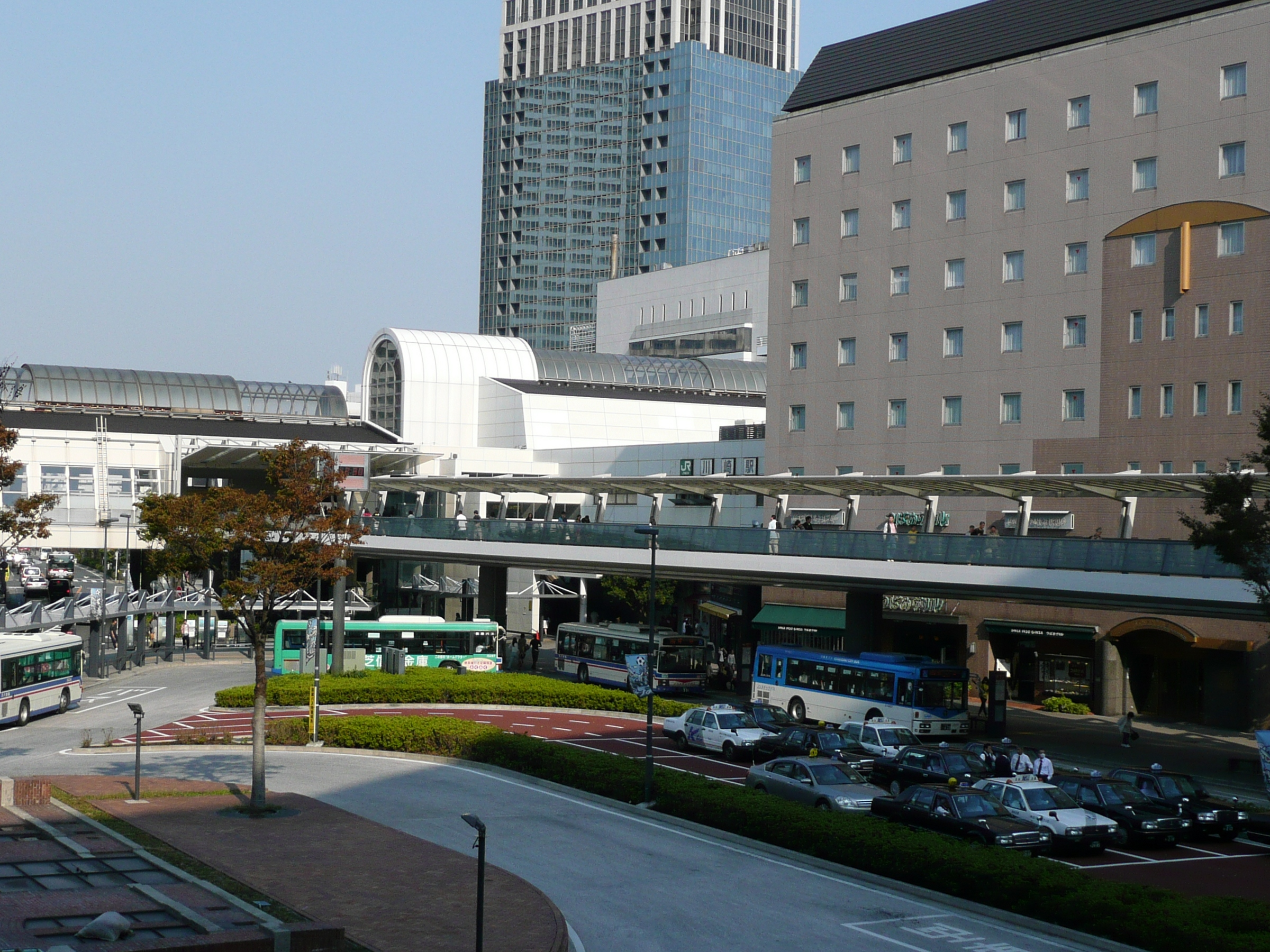
川崎駅西口バスのりば

川崎市バス上平間営業所（かわさきしバスかみひらまえいぎょうしょ）は、川崎市中原区上平間にある川崎市交通局のバス営業所。正式名称は川崎市交通局自動車部上平間営業所。営業所略号はH。最寄りバス停留所は「上平間」。
川崎市交通局が1950年に乗合バス事業を開始した直後の1952年に設立され、川崎市バスの現存する営業所としては最古の歴史を持つ。運行エリアは広く、JR川崎駅の西側から南武線・東急線（東横線・田園都市線）沿線を中心に、川崎市川崎区・幸区・中原区・高津区の路線を担当する。
2007年から2008年にかけて、所轄路線が臨港グリーンバスに管理委託された。その後、臨港グリーンバスが親会社の川崎鶴見臨港バスに事業を全譲渡し清算されたため、現在は同社に管理委託されている。

## 沿革
- 1950年（昭和25年）12月15日 - 川崎市バスが営業開始[2]。
- 1953年（昭和28年）- 上平間営業所を開設[2]。
- 2007年（平成19年）
  - 4月1日 - 臨港グリーンバスに一部路線を管理委託する。
  - 4月1日 - ラゾーナ川崎前の西口北バスターミナル（2018年4月1日より「川崎駅ラゾーナ広場」に改称）が供用開始、当営業所所轄の一部路線の乗り場が変更される。
- 2008年（平成20年）4月1日 - 全線の管理委託を完了。矢ノ口線（溝06）と蟹ヶ谷線（杉10）を井田営業所から移管される。
- 2010年（平成22年）4月1日 - 委託先を臨港グリーンバスから川崎鶴見臨港バスに変更。
- 2019年（平成31年）4月1日 - 扇町線（川13）を塩浜営業所から移管される。

## 現行路線

### 新城線
- 川66：上平間 - 平間駅前 - 三菱ふそう前 - 元住吉 - 井田病院

井田と上平間の共管だったが、上平間発着路線は上記路線を除いて廃止され、他路線は井田に移管された。川66は平日の11・14・15・17時台、土曜の9・10・16・17・19時台、休日の11・13・14・16・17・19時台を除くと毎時1本ある。上平間から井田病院へのアクセスを担っている。
運行時間はまばらなため、利用の際には注意が必要。

### 等々力線

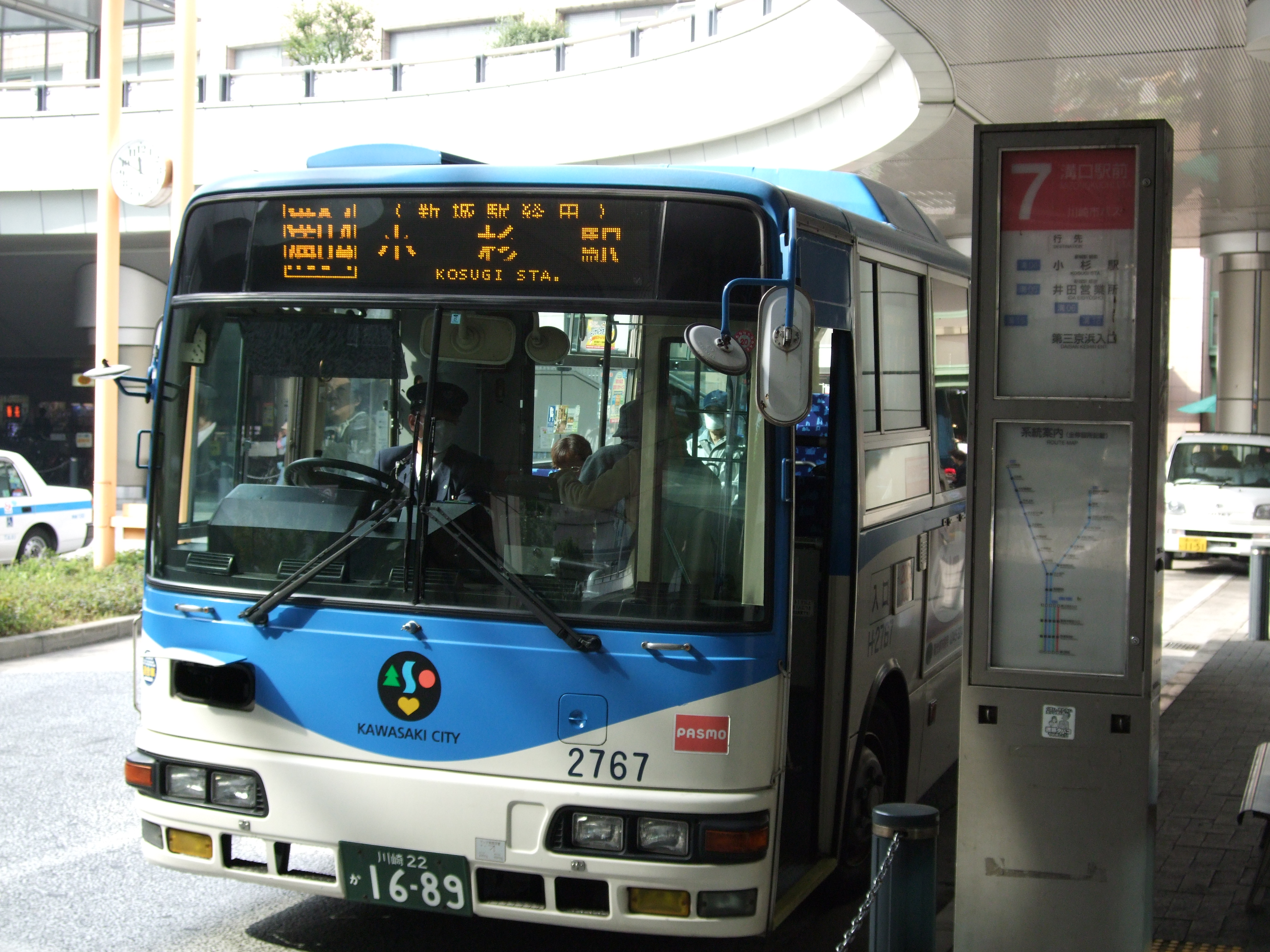
溝04 等々力線 (H-2767)
溝の口駅バスターミナルにて

周辺を走る他のバス路線も含めた系統図

- 溝04：溝口駅 - 第三京浜入口 - 新城駅 - 中原駅 - 小杉駅
- 溝05：溝口駅 - 第三京浜入口 - 新城駅 - 大ヶ谷戸 - 西下橋 - 市民ミュージアム前 - 市営等々力グランド前 - 小杉二丁目 - 小杉駅
- 直行：小杉駅 - 等々力グランド

溝04系統は、溝口駅から小杉駅を結ぶ路線の一つで、全区間が南武線と併走する。南下するのに0系統を名乗るのは、循環運行して高津を経由していた頃（廃止区間）の名残である。溝口営業所が現存した頃の溝20系統に相当する。
溝05系統は、溝04の支線的な位置づけで、西下橋 - 市営等々力グランドでは多摩川沿いの黄金塚を経由する。また、小杉駅付近の経路も東急バス溝02とは異なり、小杉十字路で中原街道に入り西明寺、小杉二丁目を経て小杉駅へ向かう経路である。以前は第三京浜入口発着便も存在したが、2006年9月1日の溝03移管に伴う改正で廃止された。
溝04は運行本数が少ないため、終バスが14時台と早く、運行時間帯もまばらである。溝05は土曜・休日の15・18時台を除くと毎時1本ある。
小杉から溝の口に行く際は溝05、東急バス溝02、南武線、溝の口から小杉に行く際は溝05、東急バス溝02・溝03・川31、南武線、新城は南武線、中原は杉10・40、鷺02（市バスと東急バスの共同運行）、東急バス杉06・09や南武線も走っている。

小杉駅から市営等々力グランドまでの臨時直行便もあり、「グランド入口」停留所ではなく、その奥まで入り込む。緑地内の等々力競技場でのJリーグ・川崎フロンターレ戦や、とどろきアリーナでの成人式開催時は東急バス高津営業所と共同運行し、稀に新羽営業所が応援に入ることもある。
2022年3月27日から西下橋 - 溝口駅前の運行を現状の本数を維持したうえで、都市計画道路宮内新横浜線を経由し、南武沿線道路を通る経路に変更した。また、西下橋停留所については小杉駅前方向のみの停車になる。

### 小向線（旧埠頭線）

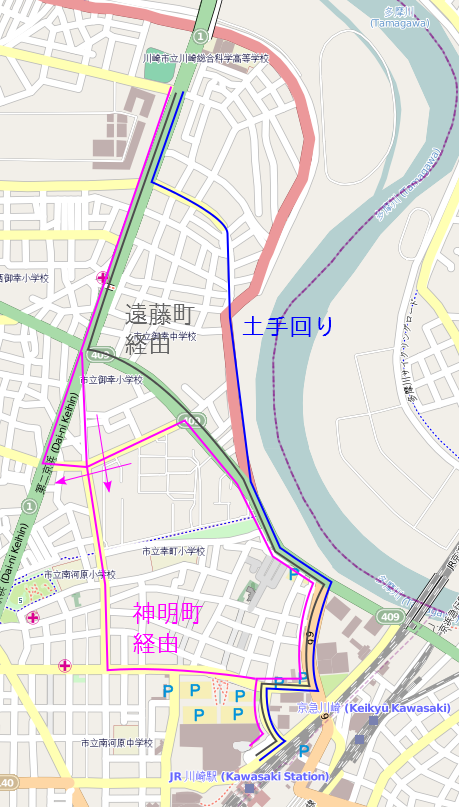
「土手回り」と他経路

- 川04：上平間 → 小向交番前 → 河原町団地前 → 川崎駅（東口）→ 労働会館前 → 四谷下町 → 日本触媒前 → JERA川崎火力発電所前→ 市営埠頭
- 川73：市営埠頭 → 日本触媒前 → 塩浜営業所前 → 四谷下町 → 労働会館前 → 川崎駅（東口）→ 河原町団地前 → 小向 → 上平間
- 川73：川崎駅ラゾーナ広場 - 河原町団地前 - 小向/(※小向交番前) - 上平間（深夜バスあり）※川崎駅方面のみ
- 川73: 塩浜営業所 → 川崎駅（東口） → 上平間（2020年4月1日運行開始）

2007年4月1日、川崎駅の乗り場が西口北バスターミナルに変更され、深夜バスも運行を開始した。ただし市営埠頭・塩浜営業所発着直通便に限り、東口バスターミナル発着のままとなる。
川崎駅と上平間を小向経由で結ぶ通称「土手回り」線。以前は上平間から元住吉経由で井田営業所へ向かう便、上平間 - 井田病院があったが、営業所行きは川63、上平間 - 井田病院は川66に吸収された。本数は1時間に7 - 8本と多く、東急バス川31 - 33と合わせて小向地区の輸送を担っている。
平日・土曜朝は塩浜営業所の応援として、上平間 - 川崎駅 - 市営埠頭便もあり、行きは川04として市営埠頭、帰りは川73として上平間へ帰る運用になっている。

なお、川73系統での小向交番前停留所は、川崎駅ラゾーナ広場方向のみ停車する。
2018年4月1日より「川崎駅西口北」は「川崎駅ラゾーナ広場」に停留所名称が変更された。
2020年4月1日のダイヤ改正で、川73は塩浜営業所との共管になり、塩浜営業所始発の上平間行きが運行開始されたが、そちらは塩浜営業所の車両で運行されている。

### 宮内線
- 杉40：小杉駅前 -  小杉二丁目 - 市営等々力グランド入口  - 市営等々力グランド前 - とどろきアリーナ前 - 市民ミュージアム前 - 上河原 - 蔵前 - 宮内公民館前 - 宮内 -富士通裏門　- 中原駅前

小杉駅と中原駅の間を、市営等々力グランド前・市民ミュージアム前・蔵前・宮内を経由して結ぶ路線である。
通常の上平間営業所への回送は下段の出入庫便が使われる。以前は中原駅前から南武沿線道路を経て上平間まで回送していた。
現在も数本が、宮内 - 富士通裏門 - 中原駅前（富士通川崎工場を周回するルート）では、通常便と逆回りで運行されている。そのため、通常便が使う富士通裏門停留所とは別の場所に、もう1つ富士通裏門停留所が存在する。小杉方面停留所の向かいで、時刻表には平日3本と土休日各1本しか書かれていない。
2024年4月1日のダイヤ改正を以って、上平間発の市民ミュージアム行きと、市民ミュージアム発の上平間行きが廃止された。

### 御幸線
- 川71：川崎駅ラゾーナ広場 - 河原町団地 - 幸区役所入口 - 下平間 - 北谷町 - 小杉駅
- 川71：上平間 - 下平間 - 幸区役所入口 - 河原町団地 - 川崎駅ラゾーナ広場
- 川71：上平間 - 北谷町 - 小杉駅

川崎駅と武蔵小杉駅を南武沿線道路経由で結ぶ。川崎駅ラゾーナ広場 - 御幸小学校前では東急バス反01も同じルートをとる。1時間に4本以上運行されるほか、全路線で深夜バスが運行される。
幸区役所を経由することから乗客は非常に多い。川崎駅と武蔵小杉駅を結ぶバスとしては、時間帯にもよるが、川74や東急バス川31 - 川34より、川71の方が所要時間が短いことが多い。
1997年（平成9年）2月までは川崎駅 - 平間銀座を併走していた東急バス川54系統との共通定期の取り扱いを行っていた。
上平間便は川崎駅発着側が川71の出入庫だが、小杉発着側は溝04・05、杉10・40の出入庫も兼ねている。
2007年4月1日から、川崎駅の乗り場が東口から西口北バスターミナル（2018年4月1日に「川崎駅ラゾーナ広場」と改称）に変更された。

### 蟹ヶ谷線

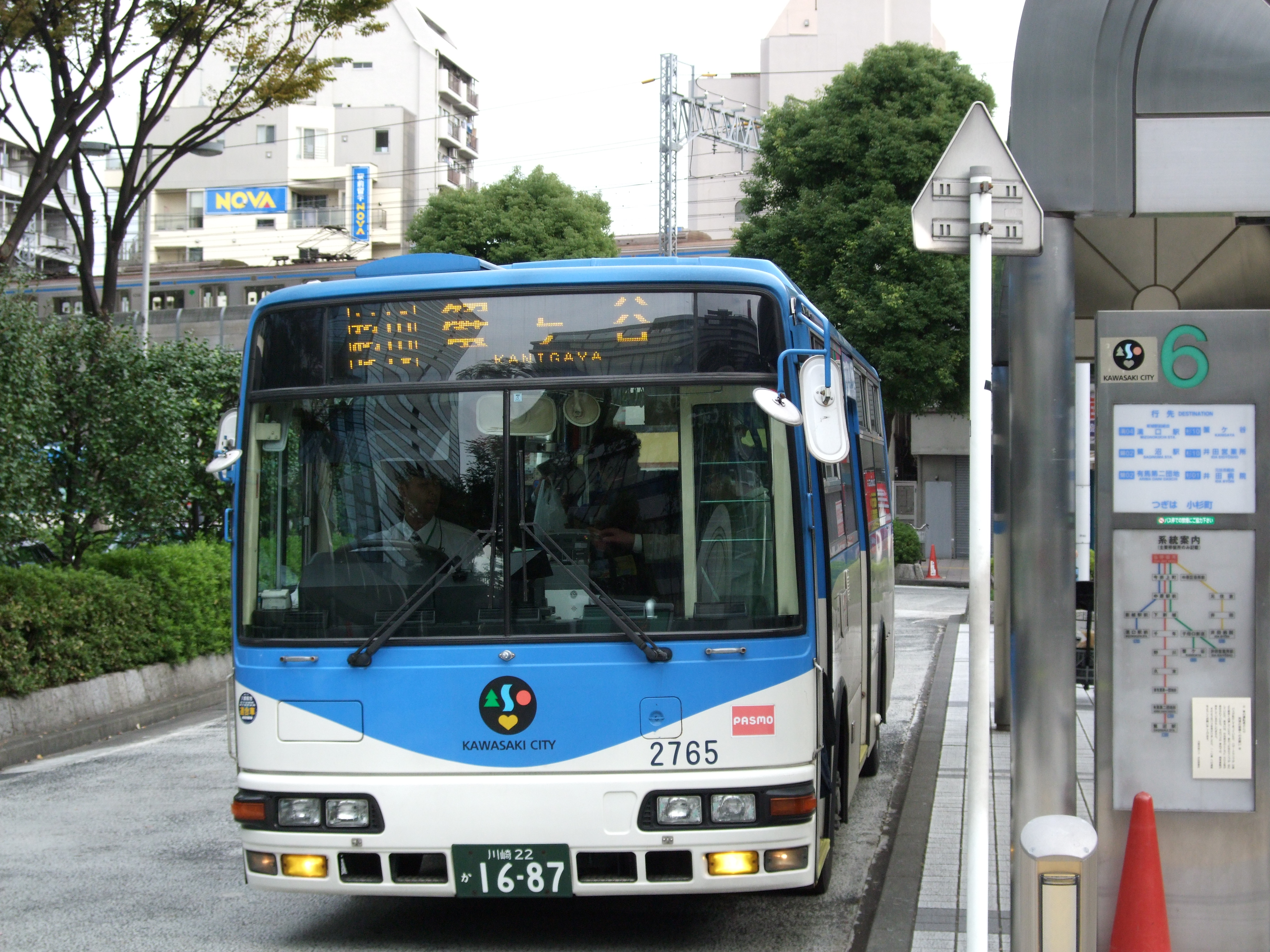
杉10系統 蟹ヶ谷線 (H-2765)
武蔵小杉駅北口にて

- 杉10：小杉駅 - 中原駅 - 下新城 - 子母口住宅 - 蟹ヶ谷
- 杉10：中原駅 - 下新城 - 子母口住宅 - 蟹ヶ谷

JR南武線武蔵小杉駅北口の「小杉駅前」停留所を発着し、横浜市港北区との市境に近い蟹ヶ谷住宅を結ぶ。終点の蟹ヶ谷は、2002年に再整備によってバスロータリーが完成した。下新城 - 子母口住宅では全竜寺経由であるのが特徴で、これにより信号待ちを少なくしている。

杉10系統にはこの他に、井田営業所の車両で運行する小杉駅 - 井田営業所便が設定されている。

### 神明町線（旧扇町線）
- 川74：川崎駅ラゾーナ広場→ 河原町団地 → 神明町 → 上平間 → ガス橋 → 新丸子駅 → 小杉駅 → 中丸子商店街 → 上平間 → 神明町 → 川崎駅ラゾーナ広場
- 川74：川崎駅ラゾーナ広場 - 河原町団地 - 小向交番前 - 上平間
- 川74：川崎駅ラゾーナ広場 → 河原町団地 → 神明町 → 中幸町 → 川崎駅ラゾーナ広場（河原町循環）
- 川74：上平間 → 小杉駅 → 玉川小学校前 → 上平間 → 神明町 → 中幸町 → 川崎駅 (東口)（1日1本のみ）
- 川74：上平間 → 神明町 → 中幸町 → 川崎駅 (東口)
- 川74：川崎駅 (東口) → 河原町団地 → 神明町 → 上平間 → ガス橋 → 新丸子駅 → 小杉駅 → 上平間（方面）（平日1本のみ）
- 川74：川崎駅 (東口) → 河原町団地 → 神明町 → 正教寺 → 小向交番前 → 東古市場 → 上平間
- 川75：川崎駅ラゾーナ広場 → 中幸町 → 幸警察署前 → 御幸小学校前→ 小向交番前 → 上平間（片道のみ、平日1本のみ）

以前は川崎駅を直通して扇町まで向かう便も存在したが（上平間→扇町は川13、扇町→上平間は川74）、2002年4月の改正で直通運転は中止され、河原町循環線が新設された。なお、改正時に川崎駅→小杉駅の直通運転も廃止されたが、こちらは2004年に復活している。
2007年4月1日、川崎駅の乗り場が東口から西口北バスターミナルに変更された。その後2008年12月15日から、昼間のみ川崎駅東口乗り入れが一部で復活した。川崎駅東口乗り入れ便では西口北行きとの区別のため、行先表示に「川崎駅（東口）」と表示する。川崎駅西口北停留所は、2018年4月1日より川崎駅ラゾーナ広場に名称変更された。
川74は上平間までの区間便を中心に、河原町循環線と小杉駅まで向かう便で構成されており、本数が減る上平間より北側は反時計回りの循環線を形成している。小杉駅までの区間では南武沿線道路よりも土手側の道路を走行しており、さらに一方通行路も存在するため、逆方向にはバスが走らない。小杉駅では時間調整のため少々停車し、小杉駅から上平間までは川71と同じルートを経由する。
川75は、川崎駅西口発着の市バス各路線の通る幸警察署を経由する、片道のみの系統である。運行本数も比較的少なめの設定とされている。
2017年3月26日のダイヤ改正より、川75の一部便を川74に振り替えての運行となった。
2019年4月1日のダイヤ改正により、川75は平日1本のみの運行となる。また、川崎駅東口発着便について本数・運行形態が見直された（川崎駅東口 - 上平間発着便が増発され、代わりに小杉駅発着便が減便される）。

### 小倉循環線

運行系統図

- 川81：上平間 - 下平間 - 幸区役所入口 - 幸警察署前 - 川崎駅西口
- 川83：川崎駅西口 → 幸警察署前 → 塚越 → 新川崎駅 → 夢見ヶ崎動物公園 → 江川町
- 川83：江川町 → 小倉下町 → 新川崎駅 → 塚越 → 幸警察署 → 川崎駅西口
- 川83：江川町 → 小倉下町 → 日吉小学校前 → 新川崎駅（入庫）
- 川83：江川町 → 小倉下町 → 新川崎交通広場 → 新川崎駅（平日1便のみ。小倉から）
- 川83：上平間 → ガス橋 → 平間駅 → 三菱ふそう → 江川町（出庫）

川崎駅と南加瀬・小倉地区を結ぶ循環路線で、新城線の区間便的路線。小倉地区の道路が狭隘で一方通行となっているため、江川町方面は夢見ヶ崎動物公園経由、川崎駅行きは小倉下町経由で運行される片方向循環となっている。新城線と異なり新川崎駅に立ち寄ってから塚越へ向かうなど、南加瀬・小倉地区の乗客輸送に特化した路線である。
江川町→新川崎駅便は2008年4月1日に新設。それ以前は江川町到着後、小倉陸橋まで降車客の扱いを行っていた。現在も新川崎駅止まりのものは基本的に入庫便で、江川町行は小倉より川崎方面行となる。
新川崎交通広場の供用開始に伴い2015年4月15日から平日1便のみ江川町から新川崎駅に向かう経路を新川崎交通広場経由に変更した。これに伴いこの便のみ日吉小学校前には停車しない。
2017年3月26日のダイヤ改正で、上平間発着便が川81に変更となった。
2019年4月26日をもって東小倉小学校（東小倉 - 新川崎間）の江川町行きの停留所が廃止となり、川崎駅西口行きのみの停車となった。

## 廃止・移管路線

### 小杉線
- 溝03：第三京浜入口 - 溝口駅 - 高津駅 - 宮内 - 小杉十字路 - 小杉駅
- 溝03：第三京浜入口 - 溝口駅 - 高津駅 - 宮内 - 小杉十字路 - 小杉二丁目 - 小杉駅
- 溝04：小杉駅 → 中原駅 → 新城駅 → 溝口駅 → 高津駅 → 宮内 → 小杉十字路 → 新丸子駅 → 小杉駅
- 溝04：小杉駅 - 中原駅 - 新城駅 - 溝口駅 - 高津駅 - 宮内 - 小杉十字路 - 小杉二丁目 - 小杉駅

2006年（平成18年）9月1日付で、溝03系統の小杉方向のみ東急バスへ移管。

### 等々力線

2022年3月26日までの他のバス路線も含めた系統図

- 溝05：溝口駅 - 高津駅 - 下野毛　- 西下橋 - 市民ミュージアム前 - 市営等々力グランド前 - 小杉二丁目 - 小杉駅

2022年3月27日に溝口駅 - 西下橋の区間を南武沿線道路経由に変更した。
宮内線
・杉40：上平間-下平間-北谷町- 小杉駅- 市営等々力グランド前 - とどろきアリーナ前 - 市民ミュージアム　
2024年4月1日のダイヤ改正で廃止された。休日を除き1日3本のみの運行であった。

### 新城線
- 川63：川崎駅西口 - 塚越 - 江川町 - 三菱ふそう
- 川63：上平間 - 平間駅 - 三菱ふそう
- 川63：上平間 - 平間駅前 - 三菱ふそう前 - 元住吉 - 井田営業所 - 千年 - 新城駅
- 川63：上平間 - 平間駅前 - 三菱ふそう前 - 元住吉 - 井田営業所
- 川64：上平間 - 平間駅前 - 三菱ふそう前 - 元住吉 - 井田営業所 - 子母口住宅 - 蟹ヶ谷

これ以外にも、上平間を発着する井田営業所行きと井田病院行きを除き、すべて井田営業所へ移管された。井田営業所行きも2022年3月26日をもって運行を終了した。

### 小倉循環線
- 川55：江川町 → 小倉下町 → 新川崎駅 → 塚越 → 幸警察署前 → 柳町 → 川崎駅(東口)

現在は川崎駅西口・川崎駅ラゾーナ広場を発着する路線のほとんどが、西口再開発以前は東口から柳町経由で発着していた頃の名残である。末期には休日のみ1便だけ運行されたが、2015年（平成27年）7月12日付で廃止。併せて、柳町、小川町、いさご通り、砂子二丁目の各停留所も廃止となっている。

現在川55系統は臨港バスが使用している。
- 川82：上平間 - 下平間 - 幸区役所入口 - 幸警察署前 - 卸売市場 - 川崎駅西口

平日の1往復のみ運行されていたが、2017年3月26日のダイヤ改正により、川82系統は2017年3月24日をもって運行終了し、川81系統（川83系統から変更）に統合された。

### 久地線（旧矢ノ口線）
- 溝06：向丘遊園駅南口 - 久地駅 - 梅林 - 溝口駅 - 第三京浜入口 - 新城駅 - 下新城 - 井田営業所
- 溝06：向丘遊園駅南口 - 久地駅 - 梅林 - 溝口駅 - 第三京浜入口
- 溝06：向丘遊園駅南口 - 久地駅 - 梅林 - 溝口駅
- 溝06：登戸駅 - 久地駅 - 梅林 - 溝口駅 - 第三京浜入口 - 新城駅 - 下新城 - 井田営業所
- 溝06：登戸駅 - 久地駅 - 梅林 - 溝口駅 - 第三京浜入口
- 溝06：登戸駅 - 久地駅 - 梅林 - 溝口駅

向ヶ丘遊園駅・登戸駅と溝口駅・第三京浜入口・井田営業所を結ぶ路線で、井田営業所発着便は川崎市バスの中でも比較的長距離の路線にあたる。全便が中型車で運行されている。

かつて南武鉄道（後の立川バス）が営業していた路線を川崎市交通局が引き継いだもの。現在は、向ヶ丘遊園駅・登戸駅以南を上平間が、以北（西菅線）を鷲ヶ峰が管轄している。
矢ノ口線の由来は、かつて都県境を越えて東京都稲城町（現・稲城市）の国鉄南武線矢野口駅まで路線が延びていたことによるもの。利用状況は、時間帯を問わず溝口駅 - 向ヶ丘遊園駅・多摩区役所の利用が多い。
2019年4月1日より井田営業所との共管となり、ほとんどの便は井田営業所へ移管された。
2020年4月1日のダイヤ改正より、2008年3月以来12年ぶりに井田営業所の単独運行に戻り、上平間営業所は当路線から撤退した。また同時に、向丘遊園駅南口・登戸駅 - 第三京浜入口の区間便が3月31日をもって廃止となった。

### 快速ミューザ
- 快速ミューザ：川崎駅西口 → 野川 → 宮前平駅 → 清水台 → 稗原 → 新百合ヶ丘駅

2004年（平成16年）8月20日、ミューザ川崎およびミューザ川崎シンフォニーホールの開業に伴い新設。2005年（平成17年）秋に鷲ヶ峰営業所へ移管された（移管後に運行休止）。
川13扇町
(川崎駅ｰ労働会館前ｰ大島四丁目ｰ大島四ッ角ｰ浜町二丁目ｰ扇町)
川13浜町二丁目
(川崎駅ｰ労働会館前ｰ大島四丁目ｰ大島四ッ角ｰ浜町二丁目)
川13扇町は当初塩浜営業所の所轄だったが2019年の4月1日にダイヤ改正で上平間営業所に移管と伴い川13の塩浜営業所行きが廃止されその代わりに浜町二丁目行きが新設された。また2023年3月1日の南部路線再編に伴い上平間営業所→塩浜営業所に再移管されている、川17浜町渡田循環の新設に伴い浜町二丁目行きが運行終了している。

## 車両
かつて川崎市交通局では地域振興策として、市内に工場があったいすゞ自動車（川崎区殿町のいすゞ川崎工場、2004年閉鎖）、三菱ふそう（中原区）の2社の車両を全営業所で導入していた。いすゞ車は純正車体と富士重工製車体、三菱車は呉羽車体を採用していた。公害が深刻な社会問題となった川崎市では低公害車の導入に積極的に取り組み、1990年代にはハイブリッド車導入を契機に日野自動車製の車両導入が再開され、CNG車導入により日産ディーゼル（現：UDトラックス）製の車両も導入されるようになった。その後は指名競争入札制度により、国産ディーゼル4社の車両が導入されるようになった。日野車は純正車体、日産ディーゼル車は富士重工製車体を採用していたが、富士重工のバス架装事業撤退後は西日本車体工業製の車体に切り替えられた。
当営業所では、三菱ふそう車と日産ディーゼル車が大半を占めていたものの、現在はいすゞ車・日野車（ジェイ・バス製）の配置もあり割合が高くなりつつある。一時期は日野車の配置がなかったが、久地線（溝06）が井田営業所から移管された際に、中型車が井田から転入して配置が復活した。
管内の路線は主に大型車で運行されるが、中型車は大型車で運行される各路線にも頻繁に使用される。
2025年時点では、ほとんどの在籍車がノンステップバスとなっており、日野自動車製ハイブリッドノンステップ車のブルーリボンシティ ハイブリッド、ブルーリボンハイブリッドも配置されている。主力車種は、三菱ふそう・エアロスター、いすゞ・エルガ、いすゞ・エルガミオ、日野・ブルーリボンIIなどである。

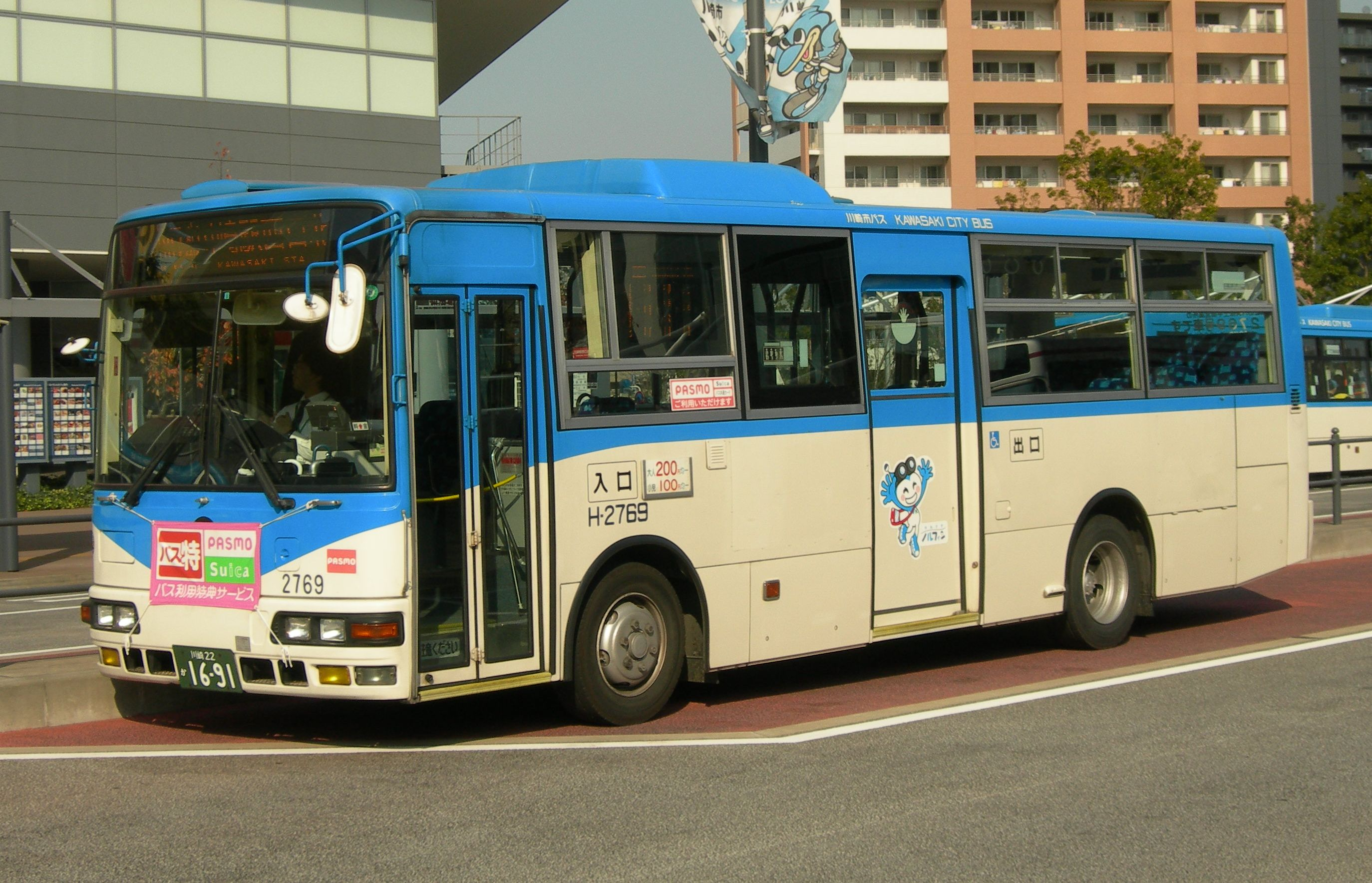
KC-MK219J (1998年式)[2] エアロミディMKワンステップ(引退済)
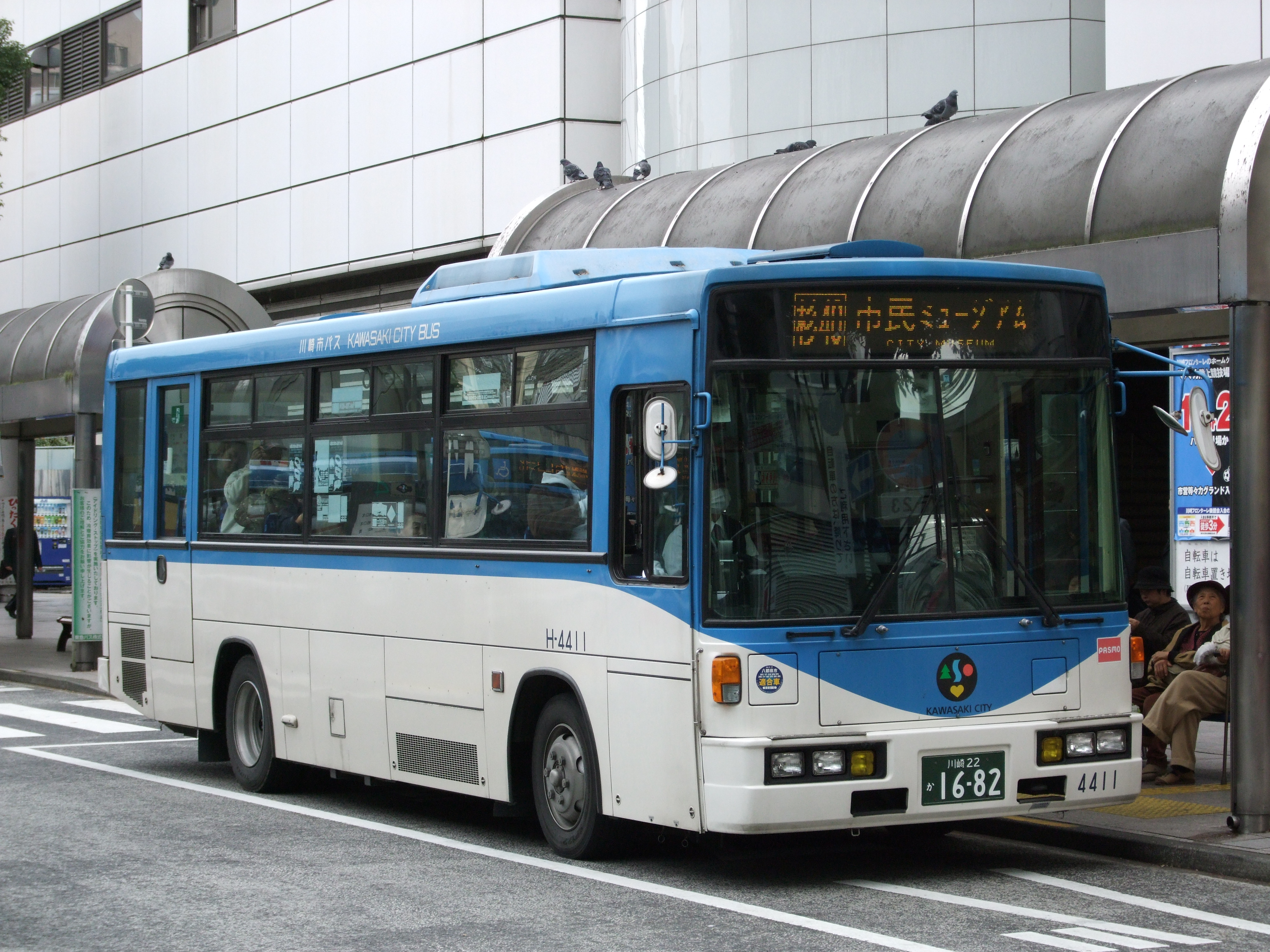
KC-RM211GSN (1998年式)[2] 日産ディーゼル・RMワンステップ(引退済)
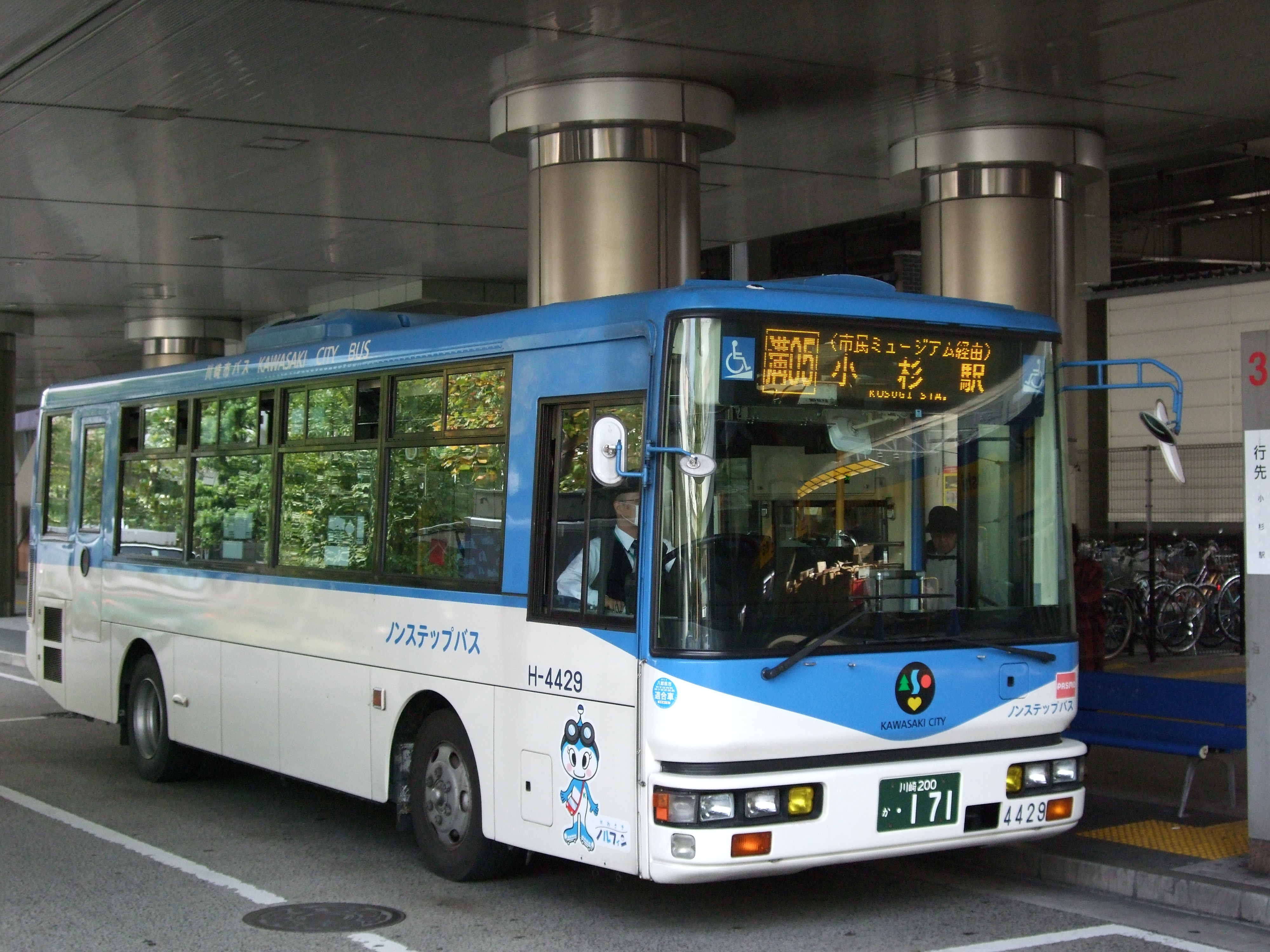
KK-RM252GAN (2002年式)[2] 日産ディーゼル・RMノンステップ(引退済)